# Pseudamastus lalannei
Pseudamastus lalannei är en fjärilsart som beskrevs av De Toulgoët 1985. Pseudamastus lalannei ingår i släktet Pseudamastus och familjen björnspinnare. Inga underarter finns listade i Catalogue of Life.